# Fusilamientos de José León Suárez
Los fusilamientos de José León Suárez se refieren a la masacre realizada de manera clandestina e ilegal en Argentina contra doce civiles: Livraga, Giunta, Di Chiano y Brión, entre otros, de los que murieron cinco. Ocurrió el 9 de junio de 1956, en los basurales de José León Suárez, en el partido de General San Martín, Gran Buenos Aires, Argentina.
Los fusilamientos clandestinos de José León Suárez fueron un episodio represivo del levantamiento del General Juan José Valle contra la dictadura gobernante, que dispuso el fusilamiento público del propio General Valle y diecisiete militares sublevados, así como el fusilamiento clandestino de dieciocho civiles, en las localidades bonaerenses de Lanús y José León Suárez. El levantamiento de Valle se inscribe dentro de un movimiento más amplio conocido como la Resistencia peronista, pero en el mismo también actuaron civiles y militares no peronistas, que se oponían a la dictadura. 
Los fusilamientos clandestinos permanecieron desconocidos hasta que el periodista Rodolfo Walsh descubrió e investigó los que se habían producido en León Suárez, publicando su investigación en 1957 a través de un histórico relato novelado titulado Operación Masacre. De las doce personas fusiladas en León Suárez, cinco murieron en el acto (Carlos Lizaso, Nicolás Carranza, Francisco Garibotti, Vicente Rodríguez y Mario Brión) y siete sobrevivieron.  Su mensaje incluía el compromiso de un llamado inmediato a elecciones y la garantía de una absoluta libertad de prensa, así como la libertad de todos los presos políticos, el reintegro de los derechos sindicales y la recuperación de la industria nacional.
Debido a los fusilamientos con los que la Revolución Libertadora reprimió el levantamiento de Valle, se generalizó la denominación de la dictadura como Revolución Fusiladora.

## Contexto

### La Revolución Libertadora
El septiembre de 1955, un golpe de Estado derrocó al gobierno constitucional de Juan Domingo Perón imponiendo una dictadura cívico-militar que se autodenominó Revolución Libertadora. A su vez, dentro de la Revolución Libertadora, un nuevo golpe de Estado depuso al primer dictador el general Eduardo Lonardi, imponiendo una dictadura aún más represiva de marcado tinte antiperonista encabezado por el general Pedro Eugenio Aramburu con el título de «presidente» y el almirante Isaac Rojas, con el título de «vicepresidente».
La dictadura de Aramburu llevó adelante una política sistemática de «desperonización» de la sociedad argentina, deteniendo o despidiendo de sus empleos a miles de ciudadanos acusados de simpatizar con el peronismo. Con la misma orientación, en el mundo de la cultura, los medios de comunicación, las universidades y el sistema educativo, se utilizaron listas negras para excluir a los ciudadanos peronistas.

### El levantamiento de Valle

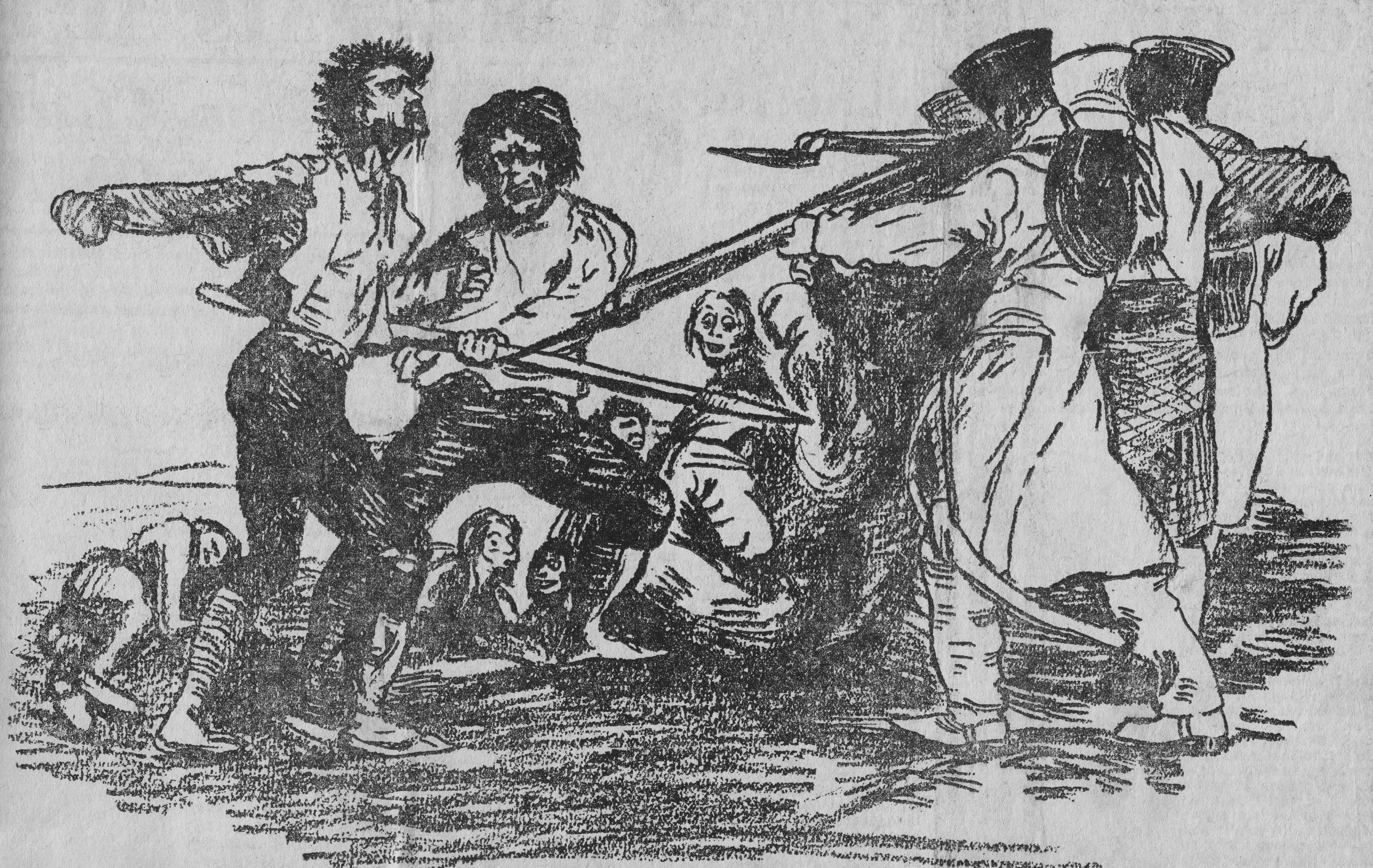
Alegoría a los fusilamientos que tuvieron lugar durante la Revolución Libertadora.

En la noche del 9 de junio de 1956 se inició un levantamiento peronista liderado por el General Juan José Valle, para derrocar a la dictadura militar. El levantamiento fue rápidamente derrotado, con escasos enfrentamientos armados, en los que murieron seis personas, los militares Blas Closs, Rafael Fernández y Bernardino Rodríguez del bando dictatorial; y los civiles Ramón Raúl Videla, Carlos Irigoyen y Rolando Zaneta, del bando peronista. El 14 de junio se produciría el último combate individual, resultando muerto el civil peronista Miguel Ángel Mouriño.
El teniente general Pedro Eugenio Aramburu y el almirante Isaac Rojas (Presidente y Vice del gobierno), sabían de la conjura pero habían decidido no abortarla con el fin de aprovechar el hecho para extremar la represión. El día anterior fueron apresados cientos de dirigentes gremiales para restar base social al movimiento. Aramburu dejó firmado el Decretos 10.362 imponiendo la ley marcial y dejó también redactados los Decretos 10.363/56, de pena de muerte, y el 10.364/56 que incluiría luego las personas seleccionadas para ser fusiladas.
Alertadas las fuerzas de seguridad, el levantamiento fue rápidamente contenido. Sólo unos pocos objetivos fueron tomados y esa misma noche la mayoría de los sublevados fueron detenidos. En Lanús seis detenidos serían inmediatamente fusilados entre las 2 y las 4 de la mañana. Entre los detenidos de esa noche también se encontraban las doce personas que serían llevadas por las fuerzas de seguridad a León Suárez para asesinarlas a sangre fría.
Los coroneles Ricardo González y Agustín Digier, el capitán Néstor Bruno y el suboficial Andrés López, llegaron hasta la embajada de Haití, donde recibieron alojamiento en las habitaciones del anexo de la residencia del embajador. Al día siguiente, el embajador haitiano Jean Francoise Brierre se trasladó a la Cancillería a informar formalmente el otorgamiento de asilo a los refugiados en la embajada. En la madrugada del jueves 14 se apersonó en la sede diplomática otro perseguido en busca de amparo, el general Raúl Tanco. A poco de abandonar Brierre la residencia, dos vehículos se estacionaron frente a esta, descendiendo de los mismos una veintena de hombres fuertemente armados, comandados por Domingo Quaranta, jefe del Servicio de Informaciones del Estado (SIDE), que penetró violentamente en la sede diplomática, sacando por la fuerza del anexo de la misma a los siete asilados. El grupo asaltante se posiciona frente a ellos preparando sus armas para fusilarlos allí mismo. Ante ello Therese Brierre, esposa del embajador, salió de la residencia. Quaranta la apartó bruscamente mientras le espetaba insultos racistas. El escándalo atrajo a un grupo de vecinos, por lo que los prisioneros fueron llevados a un colectivo para fusilarlos lejos de la vista del público. Brierre denunció inmediatamente por teléfono el hecho a las agencias internacionales de noticias y se comunicó con el Ministerio de Asuntos Exteriores haitiano, solicitando su intervención ante la violación al derecho internacional y el asalto de la sede diplomática.

## Los hechos

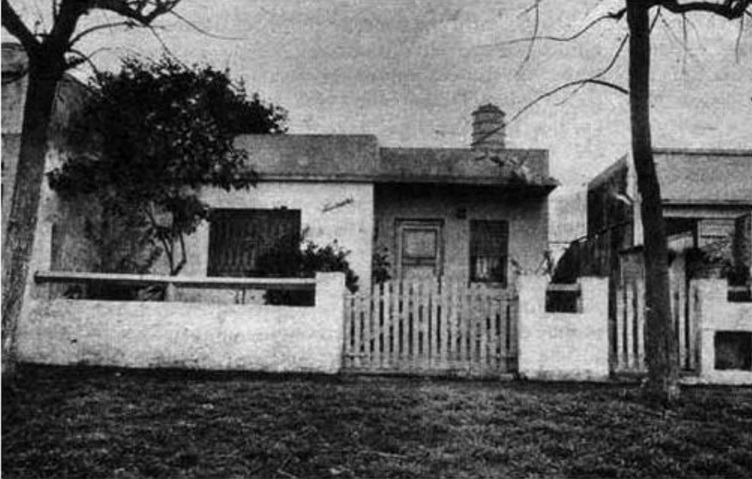
Casa de la calle Hipólito Yrigoyen 4519, Florida, donde estaban reunidos un grupo de civiles y fueron secuestradas las personas que asesinadas en el basural de José León Suárez.

### La sublevación
La sublevación estaba planeada para comenzar a las 23:00 del sábado 9 de junio. A esa hora comenzaba una popular jornada de boxeo en el Luna Park transmitida por radio a todo el país. Las órdenes para los militantes era escuchar la pelea por el título sudamericano entre Eduardo Lausse y el chileno Humberto Loayza y esperar oír la proclama revolucionaria para actuar. Sin embargo, la insurrección fracasó antes de iniciarse, debido a que, media hora antes, los encargados de instalar la radio en Buenos Aires fueron detenidos. Solo en La Pampa el comando encargado de la misión pudo transmitir la proclama por la radio. Ese día, Aramburu había viajado a Rosario y le había encomendado al almirante Isaac Rojas hacerse cargo de la represión.
Una de las casas que se utilizaron como punto de reunión de los sublevados durante el levantamiento de Valle, fue la que estaba ubicada en la calle Hipólito Yrigoyen 4519, de la localidad de Florida, en la zona norte de Gran Buenos Aires. El dueño de casa era Horacio di Chiano que habitaba el departamento delantero y le alquilaba a Juan Torres el departamento del fondo. En este último lugar se reunió un grupo de militantes peronistas para esperar la señal del levantamiento de Valle. A la hora señalada para el levantamiento había diez hombres: Juan Torres, Carlos Lizaso (21 años, peronista), Nicolás Carranza (militante sindical ferroviario, peronista), Francisco Garibotti (obrero ferroviario, cinco hijos, peronista), Vicente Rodríguez (obrero portuario, tres hijos, peronista), Mario Brión (empleado de Siam, un hijo, peronista), Horacio Di Chiano (no peronista, pero opositor a la dictadura), Norberto Gavino (militante peronista incluido en las listas negras), Rogelio Díaz (suboficial retirado de la Marina, dos o tres hijos) y Juan Carlos Livraga (sólo había ido a oír la pelea).

### La detención
A las 23:30, la casa fue allanada por el jefe de Policía de la Provincia de Buenos Aires, teniente coronel Desiderio Fernández Suárez, acompañado del jefe de la Unidad Regional de San Martín, inspector Rodolfo Rodríguez Moreno y el subjefe inspector Cuello. Buscaban a Tanco, pero al no encontrarse este, la policía se llevó detenidos a todos los mencionados excepto a Torres, quien logró escapar. También fue secuestrado Miguel Ángel Giunta, que se encontraba en la casa vecina y no tenía ninguna conexión con la Resistencia peronista.
Los diez detenidos fueron conducidos por la fuerza a la sede de la Unidad Regional de San Martín. Habiendo fracasado la detención de Tanco, Fernández Suárez volvió inmediatamente a La Plata. Poco después llegaron a la comisaría otros dos detenidos: Julio Troxler (exoficial de policía y miembro activo de la resistencia) y Reinaldo Benavidez que había ido a la casa de Hipólito Yrigoyen y fue detenido por los policías que habían quedado ahí esperando que cayeran otros militantes. Fue allí donde se enteraron del fracaso de la insurrección y de la declaración de la ley marcial, en vigencia desde las 00:30 del 10 de junio. A las 02:30, el vicealmirante Rojas declaró que la sublevación había sido controlada. Quince minutos después, el Jefe de la Brigada comenzó a recibir la declaración de los detenidos y se les retiraron sus posesiones personales.

### La orden
Poco después, Rodríguez Moreno, recibió por teléfono la orden de Fernández Suárez de fusilar a los detenidos. Para esa hora ya se había ordenado fusilar a los seis integrantes del comando detenidos en la Escuela Industrial de Avellaneda, encargados de montar la radio desde donde se transmitiría la proclama revolucionaria: Tte. Coronel José Albino Yrigoyen, Capitán Jorge Miguel Costales, Dante Hipólito Lugo, Norberto Ross, Clemente Braulio Ross y Osvaldo Alberto Albedro.
Rodríguez Moreno se dirigió primero al Liceo Militar de San Martín para intentar que los fusilamientos se llevasen a cabo allí, pero se le negó toda colaboración. Retornó a la comisaría cerca de las 05:00 y buscó confirmar la orden llamando nuevamente al teniente coronel Fernández Suárez, quién la ratificó y le exigió que lo haga de inmediato en cualquier lugar.

### El traslado
A las 05:30 los doce detenidos fueron colocados en un camión celular, custodiados por quince policías. En un auto se desplazaban también Rodríguez Moreno, su segundo el Comisario Cuello y el oficial Cáceres. Tomaron la ruta 8 y luego se desviaron por el Camino de Cintura. Se detuvieron en un punto y comenzaron a hacer bajar a los detenidos, pero los policías consideraron que el lugar no resultaba adecuado y continuaron la marcha otros trescientos metros, en donde se hallaba un basural.

### La masacre
Los detenidos fueron obligados a bajar a punta de pistola y caminar hacia el basural, iluminado por los faros de los vehículos policiales. Cuando es evidente que van a matarlos, Gavino salió corriendo mientras le decía a Carranza que había que huir. Carranza, muy corpulento para correr, suplicó por sus hijos segundos antes de que lo maten. Los detenidos corrieron en todas las direcciones mientras los policías disparaban. Díaz logró escabullirse del camión sin ser visto y desaparecer. Livraga, Di Chiano y Giunta se tiraron al piso y se hicieron los muertos. Garibotti fue alcanzado por los disparos y cayó muerto. Giunta aprovechó para salir corriendo y logró escapar. Rodríguez cayó herido y fue rematado en el piso. Brión tenía una polera blanca que facilitó su asesinato por la espalda mientras corría. Troxler, Benavídez y Lizaso intentaron luchar cuerpo a cuerpo con los policías: los dos primeros lograron huir, pero Lizaso fue tomado entre tres y fusilado.
Una vez cesada la balacera y la caza, Rodríguez Moreno caminó entre los cuerpos para verificar que estén muertos. Di Chiano se salvó porque lo da por muerto, pero vio parpadear a Livraga ordenó que lo rematen. De los tres tiros, uno le rompió la nariz, el otro le atravesó la mandíbula y la dentadura y el tercero le da en un brazo. Lo dieron por muerto, pero lograría sobrevivir, luego de un calvario.
En el basural quedaron cinco muertos: Brión, Carranza, Garibotti, Lizaso y Rodríguez. Di Chiano y Livraga sobrevivieron, este último muy malherido.

### La supervivencia
En total, siete de los doce detenidos sobrevivieron a la masacre: Reinaldo Benavidez, Rogelio Díaz, Horacio Di Chiano, Norberto Gavino, Miguel Ángel Giunta, Juan Carlos Livraga y Julio Troxler.
De ellos, Livraga era el que estaba más comprometido dada la gravedad de sus heridas. Luego de que se marcharan los policías, Livraga se levantó herido y caminó hasta la ruta, cayendo desmayado ante una garita policial. Al verlo, los policías lo trasladaron al Hospital Policlínico de San Martín, en donde se le realizaron primeros auxilios en la guardia y logra llamar a su padre. Sin embargo, poco después volvió a ser secuestrado por la policía del hospital. En esas circunstancias, las enfermeras lograron esconder de la policía el papel de la declaración que Livraga había realizado en la Comisaría antes de la masacre y entregárselo a su padre. Livraga permaneció desaparecido durante 28 días, encerrado en un calabozo de la Comisaría 1.ª de Moreno y privado de toda atención médica, con obvia intención de que se muriera:

Yo estaba con barba, desfigurado, flaco, sin la mitad de los dientes, perdí quince kilos. Me quisieron preguntar, pero no pude hablar por cómo tenía la boca.
Juan Carlos Livraga

Luego fue blanqueado y enviado a la Cárcel de Olmos, cerca de La Plata, donde fue curado y protegido por los presos comunes. Allí se encontró con Miguel Ángel Giunta, quien luego de huir del basural se había entregado a la policía, siendo sometido a sistemáticos simulacros de fusilamiento que lo desequilibraron mentalmente. Las gestiones de su padre con el abogado Máximo von Kotsch, cercano a Arturo Frondizi, y el papel salvado por las enfermeras que probaba que Livraga había sido detenido, lograron que fuera liberado junto a Giunta, el 17 de agosto de 1956. Solo luego de recuperar su libertad pudo ser operado de las lesiones que le habían destruido la cara dos meses antes. Poco después, Livraga se fue a Estados Unidos y en 1979 adoptó la nacionalidad de ese país. El 23 de marzo de 2007 fue recibido por el entonces Presidente Néstor Kirchner.
Norberto Gavino había sido el primero en escapar el basural antes de que se iniciaran los disparos. Se fue directamente a la embajada de Bolivia, donde pidió asilo político y logró exiliarse. En la segunda edición de Operación Masacre, Walsh precisa el compromiso de Gavino con el levantamiento y menciona en la página 78 una carta que Gavino le escribió desde Bolivia en 1958, quejándose «por el breve retrato que trazó de él».
Julio Troxler, que había conseguido huir luego de enfrentarse cuerpo a cuerpo con un policía, se escondió en una zanja y volvió al basural en busca de sobrevivientes, pero no quedaba nadie vivo. Cuando estaba yéndose vio a Livraga siendo levantado por los policías de la garita que los llevaron al hospital. Junto con su amigo Benavídez, se asiló el 3 de noviembre en la embajada de Bolivia, como también lo había hecho Gavino. Luego, viajó a ese país exiliado, volviendo ocho meses después. Participó activamente en la Resistencia peronista, desempeñando posiciones de gran responsabilidad e integrando el Peronismo de Base. Volvió a ser detenido y torturado varias veces. Es Enriqueta Muñiz, la investigadora que colaboró con Walsh en Operación Masacre, quien lo contactó y obtuvo su reportaje. En 1968 apareció en la película La hora de los hornos de Gettino y Solanas, relatando los fusilamientos. En 1972 aparece en la película Operación Masacre de Jorge Cedrón actuando de sí mismo. En 1973, con la recuperación de la democracia, el gobernador Bidegain lo nombró subjefe de la Policía de la Provincia de Buenos Aires, cargo que ocupa por casi tres meses. En 1974 también actuó en Los hijos de Fierro de Pino Solanas. El 20 de septiembre de ese mismo año, fue secuestrado y horas después asesinado por miembros de la Triple A.
Reinaldo Benavidez, luego de enfrentarse a los policías y escapar, llegó caminando hasta la estación José León Suárez, en donde le pidió a un colectivero que lo llevara gratis a la terminal de la línea. No volvió a su casa por seguridad y permaneció escondido en la casa de un amigo en Del Viso hasta que, junto a su amigo Troxler, pidió asilo en la embajada de Bolivia el 3 de noviembre. El gobierno lo dio por muerto y e hizo librar su certificado de defunción. En Bolivia conoció a quien sería su esposa, con quien tuvo cuatro hijos y junto a quien permaneció hasta su fallecimiento en la primera década del siglo XXI, viviendo siempre en su casa del Barrio Obrero Ferroviario de Boulogne. En 1973 conoció a Rodolfo Walsh en el estreno de la película Operación Masacre; hasta ese momento se había comunicado por escrito. En 1988 Juan Pablo Cafiero le entregó una placa honrándolo como «sobreviviente de la Resistencia peronista». En un reportaje que le realizara la periodista Eva Marabotto en 2001, Benavídez transmitió así el dolor emocional que le causó la masacre:

«No pude volver. Pasé alguna vez y quise ir a un acto. Pero es muy duro para mí estar ahí. Duele…», dijo, tocándose el corazón.

Horacio di Chiano permaneció inmóvil boca abajo en el basural hasta después del amanecer. No volvió a su casa por seguridad y permaneció oculto durante cuatro meses, hasta que decidió volver antes de finalizar 1956 y, aun así, permanecer escondido en el sótano. Fue despedido de su empleo luego de diecisiete años de trabajo. Di Chiano fue el primer sobreviviente de quien Walsh se enteró y la primera persona con quien se entrevistó para reconstruir el crimen.

## Evidencias
Existe el registro Detenidos especiales, 1956. Penitenciaría Nacional (Ministerio de Justicia), Archivo del Servicio Penitenciario Federal, Museo Penitenciario Federal, en el barrio de San Telmo, Buenos Aires.
El 24 de mayo de 2006, en el patio del Museo Penitenciario, el alcaide Benegas concedió una entrevista y desplegó el libro Detenidos especiales. Se asombró ante la pregunta: 

Alcaide, ¿por qué la entrada de Valle a la Penitenciaría y su fusilamiento el 12 de junio del 56 aparece intercalado en los registros de 1957?

 Su respuesta fue: 

No sé, me extraña. Pero esto no lo manejamos directamente nosotros.

Quien tuvo ese libro de registros en 1957 debió anotar apresurada y desprolijamente el nombre de Valle para legalizar que había sido fusilado allí. El registro de Valle es: «Preso político 4498»; y asentado después del registro 4497 de Amílcar Darío Viola, ingresado 26 de abril de 1957. Luego, el registro salta al 4499, de Carlos Vázquez, ingresado 8 de octubre de 1957. Lo que ocurrió en abril de 1957, para que el registro de Valle fuera introducido subrepticiamente, fue que para esa fecha, Walsh había logrado estallar la polémica por los asesinatos en los basurales de José León Suárez. El 24 de abril de 1957, la Corte Suprema de Justicia dio un fallo en el caso Livraga: pasar todas las actuaciones a la Justicia Militar. Al mismo tiempo que pasaba la responsabilidad estricta de esos fusilamientos a los militares, cerraba el camino en la justicia civil.

## La masacre en la literatura argentina
- Operación Masacre de Rodolfo Walsh, publicada en Arts. en 1957 y luego editada como libro.
- Mártires y verdugos de Salvador Ferla.
- Brion, Daniel: El presidente duerme - Fusilados en junio de 1956, la generación de una causa.[nota 1]

## La masacre en el cine
- 1973: Operación Masacre. En 1972 se filmó la película Operación Masacre, basada en el libro homónimo de Rodolfo Walsh. Como particularidad del film (estrenado en 1973) merece destacarse la actuación de Julio Troxler, epítome de los sobrevivientes de la masacre.
- 2004: Los fusiladitos (documental). Filme documental de Cecilia Miljiker; con Malena Solda y la participación de Carlos Portaluppi. Fue producido con el apoyo de la Universidad del Cine (Argentina).
- 2006: Patriotas. A medio siglo, los fusilados que hablan (documental). Dirigido por el periodista y escritor Eduardo Anguita. Narra los sucesos de 1956 a través de testimonios de participantes y familiares directos de los fusilados.